# دهق (أداة)

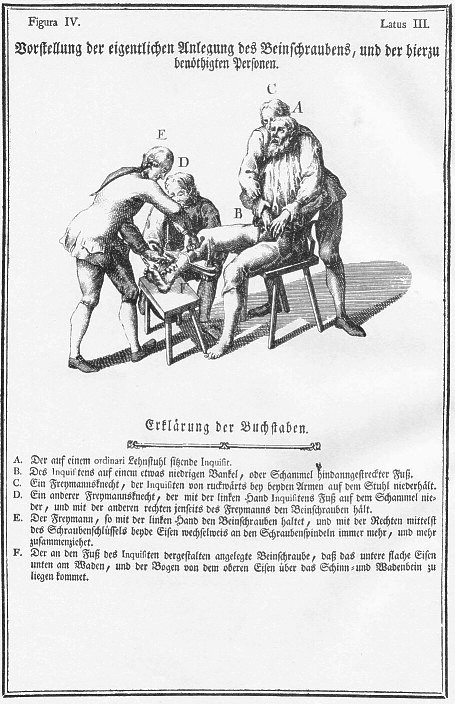

يشير مصطلح الدَهَق إلى مجموعة من أدوات التعذيب والاستجواب المصممة بشكل مختلف لإحداث إصابات ساحقة في القدم أو الساق. هو أداة تقوم على أساس إجلاس الضحية على كرسي خشبي، وتوضع ألواح الضغط على باطن وظاهر كل ساق. هذه الألواح كانت تربط إلى بعضها بشدة أيضاً حيث يتم لاحقاً تمرير قطع خشبية أو حديدية إلى داخل الألواح بواسطة مدق حديدي، ويتم إدخال أكثر من أربع قطع بين الألواح إلى ثمانية وكان يؤدي ذلك التعذيب في بعض الأحيان إلى تحطم ساقي المتهم. وقد حصل تطوير لهذه الأداة بحيث برزت أداة جديدة اسمها «الدهق الإسباني» الذي استعمل في بلدان كثيرة، بما فيها إسكتلندا وكان هذا الدهق أيضاً مصنوعة من الحديد، لكن زود بالية براغي وقلاووظ تعمل على ضغط الساق تحديداً. وإذا تمكن الضحية من تحمل التعذيب بهذه الأداة الحديدية دون أن ينهار كان يتم تسخين حديد الدهق بواسطة الفحم حتى يصبح الضحية غير قادر على تحمل الألم.